# اوکسانا اوملیانچیک
اوکسانا اوملیانچیک (به انگلیسی: Oksana Omelianchik) ژیمناست زادهٔ ۲ ژانویه ۱۹۷۰ میلادی اهل کشور شوروی سابق است. 